# Afrikaspiele 1978
Die III. Afrikaspiele, auch Panafrikanische Spiele genannt, (französisch IIIe Jeux africains, englisch 3rd All-Africa Games) fanden vom 13. Juli bis zum 28. Juli 1978 in Algier, der Hauptstadt von Algerien, statt. Houari Boumedienne eröffnete am 13. Juli 1978 im Stade 5 Juillet 1962 von Algier feierlich die Spiele. Etwa 3.000 Athleten aus 45 von 49 unabhängigen afrikanischen Ländern nahmen an den Sportwettbewerben teil. Wie bereits in den Jahren zuvor waren Sportler aus Südafrika wegen der anhaltenden Apartheid im Land von den Spielen ausgeschlossen. Es wurden Wettkämpfe in 12 Sportarten mit 124 Entscheidungen durchgeführt. Die Mannschaften aus Tunesien, Nigeria, Algerien und Kenia gewannen die meisten Goldmedaillen.

## Basketball
Medaillen
| Wettbewerb | Gold    | Silber         | Bronze   |
| ---------- | ------- | -------------- | -------- |
|            |         |                |          |
| Männer     | Senegal | Elfenbeinküste | Tunesien |
| Frauen     | Senegal | Kamerun        | Nigeria  |
|            |         |                |          |

Platzierungen
| Wettbewerb | 4. Platz | 5. Platz | 6. Platz  | 7. Platz |
| ---------- | -------- | -------- | --------- | -------- |
|            |          |          |           |          |
| Männer     | Algerien | Nigeria  | Mauritius | Ägypten  |
| Frauen     | Algerien | Ägypten  | --        | --       |
|            |          |          |           |          |

Finalspiele (Männer)
| Spiel            | Begegnung                     | Ergebnis |
| ---------------- | ----------------------------- | -------- |
|                  |                               |          |
| Halbfinale 1     | Senegal gegen Tunesien        | 75 : 58  |
| Halbfinale 2     | Elfenbeinküste gegen Algerien | 83 : 74  |
| Spiel um Platz 3 | Tunesien gegen Algerien       | 76 : 75  |
| Finale           | Senegal gegen Elfenbeinküste  | 87 : 83  |
|                  |                               |          |

## Boxen
Medaillen
| Gewichtsklasse | Gold                 | Land     | Silber             | Land      | Sieg nach | Bronze             | Land      | 4. Platz        | Land     |
| -------------- | -------------------- | -------- | ------------------ | --------- | --------- | ------------------ | --------- | --------------- | -------- |
|                |                      |          |                    |           |           |                    |           |                 |          |
| bis 48 kg      | Francis Musankabala  | Sambia   | Stephen Muchoki    | Kenia     | 3 : 2     | Jean-Paul Makaya   | Gabun     | Ahmed Saïd      | Algerien |
| bis 51 kg      | Lucky Mutale         | Sambia   | Emmanuel Mlundwa   | Tansania  | Punkten   | Hassan Sheriff     | Äthiopien | Mbarek Zarrogui | Marokko  |
| bis 54 kg      | Najib Zeddam         | Tunesien | Ounes              | Algerien  | Punkten   | Douglas Maina      | Kenia     | William Azanor  | Nigeria  |
| bis 57 kg      | Azumah Nelson        | Ghana    | Modest Napunyi     | Kenia     | Punkten   | Christopher Ossai  | Nigeria   | John Sichula    | Sambia   |
| bis 60 kg      | Abdulkarim Haruna    | Nigeria  | Komu Mwangi        | Kenia     | Punkten   | Noureddine Segmani | Marokko   | Adjili          | Liberia  |
| bis 63,5 kg    | Peter Wanyoke        | Kenia    | Abderahim Soulhi   | Marokko   | Punkten   | Lucas Msomba       | Tansania  | John Mugabi     | Uganda   |
| bis 67 kg      | Vincent Byarugaba    | Uganda   | Moro Tashiro       | Ghana     | KO 2.Rd.  | Enock Chama        | Sambia    | Philip Mathenge | Kenia    |
| bis 71 kg      | Mourad Fergane       | Algerien | Abdelzaaher Ayyoud | Ägypten   | WO.       | Bouchlba           | Tunesien  | el-Ouidaoui     | Liberia  |
| bis 75 kg      | Stephen Moi          | Kenia    | Quattara           | Obervolta | RSC 3.RD. | Abdelganad         | Ägypten   | John Martins    | Nigeria  |
| bis 81 kg      | Ishiaku Adamu        | Nigeria  | Khalil Ali Khalti  | Ägypten   | WO.       | Taoufik Belbouli   | Tunesien  | Napoleon        | Ghana    |
| über 81 kg     | Joseph Adamah Mensah | Ghana    | Joseph Kabegi      | Kenia     | RSC 1.Rd. | el-Tchanaoui       | Ägypten   | Lodovico Owiny  | Uganda   |
|                |                      |          |                    |           |           |                    |           |                 |          |

## Fußball
Die Beteiligung am Endrundenturnier der Afrikaspiele ist grundsätzlich allen Nationen des Kontinents möglich. Zunächst haben sich die Mannschaften in Qualifikationsturnieren durchzusetzen. Seit 1991 ist das Fußballturnier ein U-23-Wettbewerb. 2003 wurde neben dem Männerturnier erstmals auch ein Frauenturnier durchgeführt.
Das Spiel Ägypten gegen Libyen wurde abgebrochen. Die Mannschaft aus Libyen wurde wegen seiner Angriffe auf ägyptische Spieler vom Turnier disqualifiziert. Die ägyptische Mannschaft trat wegen des Angriffes der libyschen Spieler und wegen des mangelnden Schutzes vonseiten der algerischen Ausrichter nicht mehr an. Dadurch kam die Mannschaft aus Malawi ins Halbfinale. Zum besten Spieler des Turniers wurde Ali Bencheikh (Algerien) ernannt.
Medaillen
| Wettbewerb | Gold     | Silber  | Bronze |
| ---------- | -------- | ------- | ------ |
|            |          |         |        |
| Männer     | Algerien | Nigeria | Ghana  |
|            |          |         |        |

Platzierungen
| Wettbewerb | 4. Platz | 5. Platz | 6. Platz | 7. Platz | 8. Platz |
| ---------- | -------- | -------- | -------- | -------- | -------- |
|            |          |          |          |          |          |
| Männer     | Malawi   | Ägypten  | Kamerun  | Mali     | Libyen   |
|            |          |          |          |          |          |

Finalspiele
| Spiel            | Begegnung              | Ergebnis |
| ---------------- | ---------------------- | -------- |
|                  |                        |          |
| Halbfinale 1     | Algerien gegen Ghana   | 2 : 0    |
| Halbfinale 2     | Nigeria gegen Malawi   | 1 : 0    |
| Spiel um Platz 3 | Ghana gegen Malawi     | 1 : 0    |
| Finale           | Algerien gegen Nigeria | 1 : 0    |
|                  |                        |          |

Ein Frauenfußballturnier gab es 1978 nicht. Das erste Frauenturnier bei Afrikaspielen fand erst 2003 in Abuja / Nigeria statt.

## Handball
Medaillen
| Wettbewerb | Gold     | Silber   | Bronze   |
| ---------- | -------- | -------- | -------- |
|            |          |          |          |
| Männer     | Algerien | Tunesien | Kamerun  |
| Frauen     | Algerien | Kamerun  | Tunesien |
|            |          |          |          |

Platzierungen
| Wettbewerb | 4. Platz       | 5. Platz | 6. Platz | 7. Platz | 8. Platz       |
| ---------- | -------------- | -------- | -------- | -------- | -------------- |
|            |                |          |          |          |                |
| Männer     | Madagaskar     | Senegal  | Benin    | Ägypten  | Elfenbeinküste |
| Frauen     | Elfenbeinküste | Nigeria  | Ägypten  | --       | --             |
|            |                |          |          |          |                |

Finalspiele (Männer)
| Spiel            | Begegnung                 | Ergebnis |
| ---------------- | ------------------------- | -------- |
|                  |                           |          |
| Halbfinale 1     | Algerien gegen Madagaskar | 28 : 14  |
| Halbfinale 2     | Tunesien gegen Kamerun    | 21 : 18  |
| Spiel um Platz 3 | Kamerun gegen Madagaskar  | 36 : 20  |
| Finale           | Algerien gegen Tunesien   | 20 : 13  |
|                  |                           |          |

Finalspiele (Frauen)
| Spiel            | Begegnung                     | Ergebnis |
| ---------------- | ----------------------------- | -------- |
|                  |                               |          |
| Halbfinale 1     | Kamerun gegen Elfenbeinküste  | 14 : 12  |
| Halbfinale 2     | Algerien gegen Tunesien       | 9 : 8    |
| Spiel um Platz 3 | Tunesien gegen Elfenbeinküste | 19 : 6   |
| Finale           | Algerien gegen Kamerun        | 17 : 12  |
|                  |                               |          |

## Judo
Medaillen
| Wettbewerb                    | Gold                    | Silber             | Bronze              | Bronze              |
| ----------------------------- | ----------------------- | ------------------ | ------------------- | ------------------- |
|                               |                         |                    |                     |                     |
| Super-Leichtgewicht           | Moussa Algerien         | Aider Senegal      | Bole Elfenbeinküste | Driddi Tunesien     |
| Mittel Leichtgewicht          | Lahcene Algerien        | Bengamra Tunesien  | Said Sabi Ägypten   | Sasly Marokko       |
| Leichtgewicht (bis 71 kg)     | Benbrahim Algerien      | Belmahfoud Marokko | Wade Senegal        | Nouoayi Tunesien    |
| Halbmittelgewicht (bis 78 kg) | Ouattara Elfenbeinküste | Iddedir Marokko    | Mahdjoub Tunesien   | Imansouren Algerien |
| Mittelgewicht (bis 86 kg)     | Abbad Algerien          | Zouagh Marokko     | Lobe Kamerun        | Dione Senegal       |
| Halbschwergewicht (bis 95 kg) | Mahmoud Ägypten         | Goumrassa Algerien | Ewane Kamerun       | Djira Senegal       |
| Schwergewicht (über 95 kg)    | Kote Senegal            | Silas Kamerun      | Besbes Tunesien     | Bellatar Marokko    |
| Universalgewicht              | Kote Senegal            | Bellatar Marokko   | Silas Kamerun       | Mahrous Ägypten     |
|                               |                         |                    |                     |                     |

## Leichtathletik
Medaillen
- Männer – Laufwettbewerbe[10][11][12]

| Disziplin        | Gold               | Land           | Zeit     | Silber         | Land           | Zeit     | Bronze              | Land      | Zeit     |
| ---------------- | ------------------ | -------------- | -------- | -------------- | -------------- | -------- | ------------------- | --------- | -------- |
|                  |                    |                |          |                |                |          |                     |           |          |
| 100 m            | Amadou Meïté       | Elfenbeinküste | 10.35    | Peter Okodogbe | Nigeria        | 10.45    | Ohene Karikari      | Ghana     | 10.46    |
| 200 m            | Hassan el-Kashief  | Sudan          | 20.77    | Patrice Ouré   | Elfenbeinküste | 20.90    | Roland Siai-Siai    | Nigeria   | 20.98    |
| 400 m            | Hassan el-Kashief  | Sudan          | 45.32    | Dele Udo       | Nigeria        | 45.65    | Cyril Etoori        | Uganda    | 45.65    |
| 800 m            | James Maina        | Kenia          | 1:47.14  | Amar Brahmia   | Algerien       | 1:47.54  | Peter Lemashon      | Kenia     | 1:47.83  |
| 1500 m           | Filbert Bayi       | Tansania       | 3:36.21  | Wilson Waigwa  | Kenia          | 3:36.48  | Amar Brahmia        | Algerien  | 3:37.33  |
| 5000 m           | Yohannes Mohamed   | Äthiopien      | 13:44.39 | Mike Musyoki   | Kenia          | 13:44.79 | Suleiman Nyambui    | Tansania  | 13:49.60 |
| 10.000 m         | Henry Rono         | Kenia          | 27:58.9  | Mike Musyoki   | Kenia          | 28:05.2  | Mohamed Kedir       | Äthiopien | 28:42.0  |
| Marathon         | Richard Mabuza     | Swasiland      | 2:21:53  | Dereje Nedi    | Äthiopien      | 2:23:08  | Girma Guebre        | Äthiopien | 2:27:35  |
| 110 m Hürden     | Fatwell Kimaiyo    | Kenia          | 13.89    | Philip Sang    | Kenia          | 14.02    | Thomas Nnakwe       | Nigeria   | 14.35    |
| 400 m Hürden     | Daniel Kimaiyo     | Kenia          | 49.48    | John Akii-Bua  | Uganda         | 49.52    | Peter Rwamuhanda    | Uganda    | 50.18    |
| 3000 m Hindernis | Henry Rono         | Kenia          | 8:15.82  | James Munyala  | Kenia          | 8:25.68  | Kip Rono            | Kenia     | 8:26.38  |
| 20 km Gehen      | Benamar Kachkouche | Algerien       | 1:39:21  | Hunde Ture     | Äthiopien      | 1:39:51  | Elisha Kasuka       | Kenia     | 1:43:21  |
| 4 × 100 m        | Ghana              |                | 39.24    | Nigeria        |                | 39.39    | Volksrepublik Kongo |           | 39.79    |
| 4 × 400 m        | Nigeria            |                | 3:03.24  | Uganda         |                | 3:04.20  | Kenia               |           | 3:05.92  |
|                  |                    |                |          |                |                |          |                     |           |          |

- Männer – Sprung-, Stoß-, Wurfdisziplinen, Mehrkampf[12][13]

| Disziplin      | Gold                | Land     | Leistung    | Silber                 | Land     | Leistung    | Bronze                 | Land           | Leistung    |
| -------------- | ------------------- | -------- | ----------- | ---------------------- | -------- | ----------- | ---------------------- | -------------- | ----------- |
|                |                     |          |             |                        |          |             |                        |                |             |
| Hochsprung     | Paul Ngadjadoum     | Tschad   | 2,16        | Hamid Sahil            | Algerien | 2,14        | Amadou Dia Bâ          | Senegal        | 2,08        |
| Stabhochsprung | Lakhdar Rahal       | Algerien | 5,00        | Ahmed Rezki            | Algerien | 4,80        | Mohamed Bensaad        | Algerien       | 4,80        |
| Weitsprung     | Charlton Ehizuelen  | Nigeria  | 7,92        | Fidelis Ndyabagye      | Uganda   | 7,75        | Emmanuel Mifetu        | Ghana          | 7,57        |
| Dreisprung     | Charlton Ehizuelen  | Nigeria  | 16,51       | Abdoulaye Diallo       | Senegal  | 16,29       | Saïd Saad              | Algerien       | 15,93       |
| Kugelstoßen    | Youssef Nagui Asaad | Ägypten  | 18,88       | Namakoro Niaré         | Mali     | 17,16       | Emad Fayez             | Ägypten        | 16,93       |
| Diskuswurf     | Namakoro Niaré      | Mali     | 58,02       | Abderrazak Ben Hassine | Tunesien | 55,74       | Tiékité Somet          | Elfenbeinküste | 51,86       |
| Hammerwurf     | Youssef Ben Abid    | Tunesien | 54,90       | Abdellah Boubekeur     | Algerien | 54,74       | Noureddine Bendifallah | Algerien       | 52,20       |
| Speerwurf      | Justin Arop         | Uganda   | 76,94       | Ali Memmi              | Tunesien | 71,28       | John Mayaka            | Kenia          | 70,76       |
| Zehnkampf      | Mohamed Bensaad     | Algerien | 7338 Punkte | Brown Ebewele          | Nigeria  | 6876 Punkte | Alain Smaïl            | Algerien       | 6822 Punkte |
|                |                     |          |             |                        |          |             |                        |                |             |

- Frauen – Laufwettbewerbe[12][14]

| Disziplin    | Gold             | Land     | Zeit    | Silber           | Land     | Zeit    | Bronze           | Land           | Zeit    |
| ------------ | ---------------- | -------- | ------- | ---------------- | -------- | ------- | ---------------- | -------------- | ------- |
|              |                  |          |         |                  |          |         |                  |                |         |
| 100 m        | Hannah Afriyie   | Ghana    | 11.50   | Utifon Ufon Oko  | Nigeria  | 11.55   | Kemi Sandgodeyi  | Nigeria        | 11.92   |
| 200 m        | Hannah Afriyie   | Ghana    | 23.01   | Kehinde Vaughan  | Nigeria  | 23.70   | Ruth Waithera    | Kenia          | 23.91   |
| 400 m        | Kehinde Vaughan  | Nigeria  | 53.86   | Ruth Kyalisima   | Uganda   | 54.49   | Georgina Aidou   | Ghana          | 54.84   |
| 800 m        | Tekla Chemabwai  | Kenia    | 2:04.84 | Sakina Boutamine | Algerien | 2:05.64 | Célestine N’Drin | Elfenbeinküste | 2:06.08 |
| 1500 m       | Sakina Boutamine | Algerien | 4:16.43 | Anna Kiprop      | Kenia    | 4:19.59 | Rose Thomson     | Kenia          | 4:20.07 |
| 100 m Hürden | Judy Bell-Gam    | Nigeria  | 13.67   | Ruth Kyalisima   | Uganda   | 13.92   | Bella Bell-Gam   | Nigeria        | 13.99   |
| 4 × 100 m    | Nigeria          |          | 44.63   | Ghana            |          | 45.19   | Uganda           |                | 46.77   |
| 4 × 400 m    | Ghana            |          | 3:35.55 | Kenia            |          | 3:39.27 | Uganda           |                | 3:39.94 |
|              |                  |          |         |                  |          |         |                  |                |         |

Frauen – Sprung-, Stoß-, Wurfdisziplinen, Mehrkampf
| Disziplin   | Gold            | Land     | Leistung    | Silber            | Land     | Leistung    | Bronze                | Land      | Leistung    |
| ----------- | --------------- | -------- | ----------- | ----------------- | -------- | ----------- | --------------------- | --------- | ----------- |
|             |                 |          |             |                   |          |             |                       |           |             |
| Hochsprung  | Modupe Oshikoya | Nigeria  | 1,77        | Kawther Akrémi    | Tunesien | 1,73        | Emilia Blavo          | Ghana     | 1,68        |
| Weitsprung  | Modupe Oshikoya | Nigeria  | 6,32        | Janet Yawson      | Ghana    | 6,29        | Bella Bell-Gam        | Nigeria   | 6,12        |
| Kugelstoßen | Joyce Aciro     | Uganda   | 14,47       | Veronica Baawah   | Ghana    | 12,88       | Herina Malit          | Kenia     | 12,70       |
| Diskuswurf  | Fathia Jerbi    | Tunesien | 46,56       | Helen Alyek       | Uganda   | 45,90       | Martha Jugah          | Nigeria   | 45,02       |
| Speerwurf   | Eunice Nekesa   | Kenia    | 51,58       | Agnès Tchuinté    | Kamerun  | 49,16       | Constance Rwabiryagye | Uganda    | 45,52       |
| Fünfkampf   | Bella Bell-Gam  | Nigeria  | 3809 Punkte | Margaret Bisereko | Uganda   | 3788 Punkte | Madeleine Bonzi       | Obervolta | 3427 Punkte |
|             |                 |          |             |                   |          |             |                       |           |             |

## Radrennen
Medaillen
| Disziplin                        | Gold                  | Silber          | Bronze            |
| -------------------------------- | --------------------- | --------------- | ----------------- |
|                                  |                       |                 |                   |
| Einzel-Straßenrennen             | Adalaoui Marokko      | Nedjari Marokko | El-Aichi Algerien |
| 100 km Mannschafts-Straßenrennen | Libyen                | Algerien        | Marokko           |
| Mannschafts-Verfolgung           | Algerien              | Libyen          | Marokko           |
| 1000 m Zeitfahren                | Hamza Farouk Algerien | Ghariani Libyen | El Bouhi Marokko  |
|                                  |                       |                 |                   |

Radrennen der Frauen werden erst seit 2003 bei den Afrikaspielen durchgeführt.

## Ringen
Medaillen
| Freistil    | Gold                        | Silber                    | Bronze                     |
| ----------- | --------------------------- | ------------------------- | -------------------------- |
|             |                             |                           |                            |
| bis 48 kg   | Noredine Moucheffaâ Marokko | Salem Blel Tunesien       | Bensmain Bensmain Algerien |
| bis 52 kg   | Mohamed Hachaichi Algerien  | Mohamed Karouane Marokko  | Faouzi Chelly Tunesien     |
| bis 57 kg   | Ali Lachkar Marokko         | Atane Gogonte Nigeria     | Amor Sghaier Tunesien      |
| bis 62 kg   | Nouredine Kellal Algerien   | Ahmed Gharbi Tunesien     | Zayed Libyen               |
| bis 68 kg   | Lakhdar Allali Algerien     | Ahmed Nouaïri Tunesien    | Fath-Allah Libyen          |
| bis 74 kg   | El-Naoui Libyen             | Brahim Toughza Marokko    | Rabah Kessou Algerien      |
| bis 82 kg   | Ali Abdellaoui Tunesien     | Slimane Medyri Algerien   | Kally Agogo Nigeria        |
| bis 90 kg   | Ameur Dridi Tunesien        | Jean-Claude Biloa Kamerun | Ali Senouci Algerien       |
| bis 100 kg  | Khelifa Ben Naceur Tunesien | Achour Maghrebi Algerien  | Benelli Kamerun            |
| über 100 kg | Hmida Ahmed Ismail Libyen   | Ali Gharbi Tunesien       | Mehdi Yousfi Algerien      |
|             |                             |                           |                            |

| Griechisch-römischer Stil | Gold                        | Silber                               | Bronze                             |
| ------------------------- | --------------------------- | ------------------------------------ | ---------------------------------- |
|                           |                             |                                      |                                    |
| bis 48 kg                 | Noredine Moucheffaâ Marokko | Mahmoud Fathallah Baraket Ägypten    | Salem Blel Tunesien                |
| bis 52 kg                 | Ahmed Abbas Hussein Ägypten | Mohamed Karmous Marokko              | Faouzi Chelly Tunesien             |
| bis 57 kg                 | Ali Lachkar Marokko         | Ahmed Mohamed Chahine Ägypten        | Chedly Nefzaoui Tunesien           |
| bis 62 kg                 | Mokhtar Fetouaki Marokko    | Makhlouf Hamdane Algerien            | Chaaban Abdelwahab Chaaban Ägypten |
| bis 68 kg                 | Mohamed Moualek Algerien    | Mohamed Abdessatar Hammad Ägypten    | Ali Mohamed Libyen                 |
| bis 74 kg                 | Brahim Toughza Marokko      | Moustafa Abdelfattah El Feki Ägypten | Ezzedine Dridi Tunesien            |
| bis 82 kg                 | Mohamed El Ashram Ägypten   | Ali Abdellaoui Tunesien              | Achour Maghrebi Algerien           |
| bis 90 kg                 | Ameur Dridi Tunesien        | Hassen Ibrahim Mouawadh Ägypten      | M’barek Erramy Marokko             |
| bis 100 kg                | Hmida Ahmed Ismail Libyen   | Ahmed Melligi Abdelkarim Ägypten     | Khelifa Ben Naceur Tunesien        |
| über 100 kg               | Ali Gharbi Tunesien         | Moustafa Abdel-Sayed Yahya Ägypten   | -- --                              |
|                           |                             |                                      |                                    |

## Schwimmen
Bei den Frauen gewann die Tunesierin Myriam Mizouni 8-mal die Goldmedaille, bei den Männern gewann der Tunesier Ali Gharbi 8-mal Gold und 1-mal Silber.
Medaillen (Männer)
| Disziplin           | Gold               | Land     | Zeit     | Silber             | Land           | Zeit     | Bronze           | Land           | Zeit    |
| ------------------- | ------------------ | -------- | -------- | ------------------ | -------------- | -------- | ---------------- | -------------- | ------- |
|                     |                    |          |          |                    |                |          |                  |                |         |
| 100 m Freistil      | Ali Gharbi         | Tunesien | 53.94    | Bernard Gueye      | Elfenbeinküste | 55.86    | John Ebito       | Nigeria        | 55.92   |
| 200 m Freistil      | Ali Gharbi         | Tunesien | 1:56.20  | Habib Soukni       | Tunesien       | 2:02.77  | Khaled Abougabel | Ägypten        | 2:03.59 |
| 400 m Freistil      | Ali Gharbi         | Tunesien | 4:22.33  | Khaled Abougabel   | Ägypten        | 4:23.11  | Habib Soukni     | Tunesien       | 4:24.79 |
| 1500 m Freistil     | Ali Gharbi         | Tunesien | 16:45.81 | Samir Bouchelaghem | Tunesien       | 17:15.27 | Habib Soukni     | Tunesien       | 55.92   |
| 100 m Schmetterling | John Ebito         | Nigeria  | 58.51    | Ali Gharbi         | Tunesien       | 60.44    | Bernard Gueye    | Elfenbeinküste | 60.71   |
| 200 m Schmetterling | Samir Bouchelaghem | Tunesien | 2:14.12  | Medji Lachine      | Ägypten        | 2:16.60  | Ahmed Eib        | Ägypten        | 2:17.99 |
| 100 m Brust         | Mohamed Farag      | Ägypten  | 1:11.68  | Ashref Farah       | Ägypten        | 1:12.53  | Wahbe Chadly     | Marokko        | 1:13.34 |
| 200 m Brust         | Hadi Belhacene     | Tunesien | 2:39.87  | Djamel Yahiouche   | Algerien       | 2:41.75  | Mohamed Farag    | Ägypten        | 2:43.61 |
| 100 m Rücken        | Ali Gharbi         | Tunesien | 1:03.37  | Cherif Mor         | Ägypten        | 1:06.25  | Youssef Sahnoun  | Algerien       | 1:06.27 |
| 200 m Rücken        | Ali Gharbi         | Tunesien | 2:20.20  | Samir Bouchelaghem | Tunesien       | 2:21.68  | John Ebito       | Ägypten        | 2:23.16 |
| 400 m Lagen         | Samir Bouchelaghem | Tunesien | 5:01.48  | Cherfi Amnie       | Ägypten        | 5:08.73  | Youssef Sahnoun  | Algerien       | 5:13.43 |
| 4 × 100 m Freistil  | Tunesien           |          | 4:13.17  | Algerien           |                | 4:16.76  | Nigeria          |                | 4:17.32 |
| 4 × 200 m Freistil  | Tunesien           |          | 8:25.23  | Ägypten            |                | 8:32.53  | Algerien         |                | 8:36.78 |
|                     |                    |          |          |                    |                |          |                  |                |         |

Medaillen (Frauen)
| Disziplin           | Gold           | Land     | Zeit    | Silber            | Land     | Zeit    | Bronze          | Land     | Zeit     |
| ------------------- | -------------- | -------- | ------- | ----------------- | -------- | ------- | --------------- | -------- | -------- |
|                     |                |          |         |                   |          |         |                 |          |          |
| 100 m Freistil      | Myriam Mizouni | Tunesien | 1:02.45 | Zaza Affane       | Algerien | 1:03.49 | Azza Sandjar    | Ägypten  | 1:03.73  |
| 200 m Freistil      | Myriam Mizouni | Tunesien | 2:13.45 | Azza Sandjar      | Ägypten  | 2:16.45 | Amina Chenik    | Tunesien | 2:41.23  |
| 400 m Freistil      | Myriam Mizouni | Tunesien | 4:37.46 | Azza Sandjar      | Ägypten  | 4:43.11 | Zaza Affane     | Algerien | 4:49.58  |
| 800 m Freistil      | Myriam Mizouni | Tunesien | 9:39.66 | Azza Sandjar      | Ägypten  | 9:46.09 | Meriem Farid    | Ägypten  | 10:02.52 |
| 100 m Schmetterling | Zaza Affane    | Algerien | 1:09.17 | Lamia Nabil       | Ägypten  | 1:10.09 | Myriam Mizouni  | Tunesien | 1:10.62  |
| 200 m Schmetterling | Faten Afifi    | Ägypten  | 2:34.36 | Zaza Affane       | Algerien | 2:35.45 | Myriam Mizouni  | Tunesien | 2:36.17  |
| 100 m Brust         | Enuwuzo Ngozi  | Nigeria  | 1:22.39 | Royal Ebi         | Nigeria  | 1:24.36 | Donyazad Hakem  | Algerien | 1:24.57  |
| 200 m Brust         | Enuwuzo Ngozi  | Nigeria  | 3:00.62 | Fatha Bousoufiane | Algerien | 3:02.95 | Rym Zouaoui     | Tunesien | 3:03.67  |
| 100 m Rücken        | Myriam Mizouni | Tunesien | 1:12.23 | Cherif Mor        | Tunesien | 1:12.93 | Youssef Sahnoun | Tunesien | 1:14.50  |
| 200 m Rücken        | Khalal Gharibi | Tunesien | 2:37.98 | Lamia Nabil       | Ägypten  | 2:40.06 | Amina Chenik    | Tunesien | 2:41.23  |
| 400 m Lagen         | Myriam Mizouni | Tunesien | 5:25.45 | Affane Zaza       | Algerien | 5:32.60 | Meriem Farid    | Ägypten  | 5:38.37  |
| 4 × 100 m Freistil  | Tunesien       |          | 4:55.57 | Ägypten           |          | 5:00.97 | Algerien        |          | 5:04.04  |
| 4 × 100 m Lagen     | Tunesien       |          | 4:19.67 | Ägypten           |          | 4:23.67 | Algerien        |          | 4:??.84  |
|                     |                |          |         |                   |          |         |                 |          |          |

## Tennis
Medaillen
| Einzel | Gold         | Silber            | Bronze        |
| ------ | ------------ | ----------------- | ------------- |
|        |              |                   |               |
| Damen  | Janes Davies | Suzanne Wakkhungu | Hassan Hoda   |
| Herren | Emonitie     | N'Moh             | Dislam Odizor |
|        |              |                   |               |

| Doppel | Gold                                 | Silber                   | Bronze                                                 |
| ------ | ------------------------------------ | ------------------------ | ------------------------------------------------------ |
|        |                                      |                          |                                                        |
| Damen  | Kenia Janes Davies Suzanne Wakkhungu | Algerien Mahmoudi Hassan | Ägypten O. Addellah H. Addellah Nigeria Nadozi Omelene |
| Herren | Nigeria Odizor Omonetie              | Nigeria N'Moh Adjahi     | Algerien Mahmoudi Boudjemline Tunesien Soheir Marrouki |
|        |                                      |                          |                                                        |

## Tischtennis
Medaillen
| Wettbewerb    | Gold                                     | Silber                             | Bronze                               |
| ------------- | ---------------------------------------- | ---------------------------------- | ------------------------------------ |
|               |                                          |                                    |                                      |
| Männer Einzel | Kasali Lasisi                            | Atanda Musa                        | Dodji Ananou                         |
| Männer Doppel | Nigeria Sunday Eboh/Adum Defanti         | Togo Kasali Lasisi/Atta Defanti    | ?                                    |
| Männer Team   | Nigeria                                  | Ägypten                            | Togo                                 |
| Frauen Einzel | Olawunmi Majekodunmi                     | Esther Lamptey                     | Dede D’Almeida                       |
| Frauen Doppel | Nigeria Ethel Jacks/Olawunmi Majekodunmi | Ghana Helen Amankwa/Esther Lamptey | Togo                                 |
| Frauen Team   | Nigeria                                  | Ägypten                            | Ghana                                |
| Mixed Doppel  | Togo Dede d’Almeida/Dodji Ananou         | Nigeria Ethel Jacks/Sunday Eboh    | Ghana Esther Lampteyy/Joseph Quansah |
|               |                                          |                                    |                                      |

## Volleyball
Medaillen
| Wettbewerb | Gold     | Silber  | Bronze   |
| ---------- | -------- | ------- | -------- |
|            |          |         |          |
| Männer     | Tunesien | Nigeria | Algerien |
| Frauen     | Algerien | Nigeria | Ghana    |
|            |          |         |          |

Platzierungen
| Wettbewerb | 4. Platz       | 5. Platz | 6. Platz  | 7. Platz | 8. Platz |
| ---------- | -------------- | -------- | --------- | -------- | -------- |
|            |                |          |           |          |          |
| Männer     | Elfenbeinküste | Kamerun  | Mauritius | Guinea   | Ägypten  |
| Frauen     | Tunesien       | Guinea   | Kamerun   | Ägypten  | --       |
|            |                |          |           |          |          |

Finalspiele (Männer)
| Spiel            | Begegnung                     | Ergebnis | Sätze                              | Punkte  |
| ---------------- | ----------------------------- | -------- | ---------------------------------- | ------- |
|                  |                               |          |                                    |         |
| Halbfinale 1     | Nigeria gegen Elfenbeinküste  | 3 : ?    | ?                                  | ?       |
| Halbfinale 2     | Tunesien gegen Algerien       | 3 : ?    | ?                                  | ?       |
| Spiel um Platz 3 | Algerien gegen Elfenbeinküste | 3 : 2    | 6:15 – 15:9 – 9:15 – 15:12 – 15:7  | 60 : 58 |
| Finale           | Tunesien gegen Nigeria        | 3 : 2    | 15:8 – 8:15 – 14:16 – 15:13 – 15:9 | 63 : 61 |
|                  |                               |          |                                    |         |

Die Mannschaft aus Ägypten hatte in der Gruppenphase alle drei Spiele gegen Tunesien, Elfenbeinküste und Guinea gewonnen, ist aber dann (aus einem in der Quelle nicht genannten Grund) auf Platz acht des Turniers gesetzt worden.
Finalspiele (Frauen)
| Spiel            | Begegnung               | Ergebnis | Sätze | Punkte |
| ---------------- | ----------------------- | -------- | ----- | ------ |
|                  |                         |          |       |        |
| Halbfinale 1     | Algerien gegen Tunesien | 3 : 1    | ?     | ?      |
| Halbfinale 2     | Nigeria gegen Ghana     | 3 : 2    | ?     | ?      |
| Spiel um Platz 3 | Ghana gegen Tunesien    | 3 : 2    | ?     | ?      |
| Finale           | Algerien gegen Nigeria  | 3 : 0    | ?     | ?      |
|                  |                         |          |       |        |

Die Mannschaft aus Ägypten belegte in der Gruppenphase Platz zwei (von drei Teams), ist aber dann (aus einem in der Quelle nicht genannten Grund) auf den letzten Platz des Turniers gesetzt worden.

## Medaillenspiegel
| Medaillenspiegel |                     |      |        |          |          |
| Rang             | Land                | Gold | Silber | Bronze   | Gesamt   |
|                  |                     |      |        |          |          |
| 1                | Tunesien            | 29   | 15     | 22       | 66       |
| 2                | Nigeria             | 22   | 15     | 13       | 50       |
| 3                | Algerien            | 20   | 18     | 21       | 59       |
| 4                | Kenia               | 11   | 12     | 9        | 32       |
| 5                | Marokko             | 7    | 9      | 9        | 25       |
| 6                | Ägypten             | 6    | 21     | 13       | 40       |
| 7                | Ghana               | 6    | 6      | 8        | 20       |
| 8                | Senegal             | 4    | 5      | 4        | 13       |
| 9                | Libyen              | 4    | 3      | 5        | 12       |
| 10               | Uganda              | 3    | 7      | 5        | 15       |
| 11               | Elfenbeinküste      | 2    | 4      | 4        | 10       |
| 12               | Sambia              | 2    | 0      | 2        | 4        |
| 13               | Sudan               | 2    | 0      | 0        | 2        |
| 14               | Togo                | 1    | 1      | 7        | 9        |
| 15               | Tansania            | 1    | 1      | 2        | 4        |
| 16               | Mali                | 1    | 1      | 0        | 2        |
| 17               | Tschad              | 1    | 0      | 0        | 1        |
| 17               | Swasiland           | 1    | 0      | 0        | 1        |
| 19               | Kamerun             | 0    | 5      | 5        | 10       |
| 20               | Äthiopien           | 0    | 2      | 3        | 5        |
| 21               | Obervolta           | 0    | 1      | 1        | 2        |
| 22               | Gabun               | 0    | 0      | 1        | 1        |
| 22               | Volksrepublik Kongo | 0    | 0      | 1        | 1        |
|                  |                     | 123  | 126    | 134(140) | 384(389) |
|                  |                     |      |        |          |          |